# إبراهيم بابنجيدا
إبراهيم بابنجيدا (بالإنجليزية: Ibrahim Babangida) هو جنرال وسياسي سابق من نيجيريا، وحاكم نيجيريا العسكري من آب 1985 حتى 1993.

## روابط خارجية
- إبراهيم بابنجيدا على موقع الموسوعة البريطانية (الإنجليزية)
- إبراهيم بابنجيدا على موقع مونزينجر (الألمانية)